# Września
Września (niem. Wreschen) – miasto w województwie wielkopolskim, siedziba gminy miejsko-wiejskiej Września i powiatu wrzesińskiego. Położone 50 km na wschód od Poznania, nad rzeką Wrześnicą.
Ważny węzeł komunikacji drogowej i kolejowej. Okolica równinna, rolnicza.
Prywatne miasto szlacheckie lokowane przed 1357 rokiem położone było w XVI wieku w województwie kaliskim.
Herb miasta – biała róża na czerwonym tle. Wywodzi się on z rodowego herbu Porajów – rodu będącego pierwszym właścicielem Wrześni.
W latach 1993–2009 we Wrześni przeprowadzano prawybory polityczne – parlamentarne, prezydenckie oraz do Parlamentu Europejskiego.
Według danych na dzień 1 stycznia 2023 roku miasto liczyło 31 857 mieszkańców

## Położenie
Według danych z 1 stycznia 2011 powierzchnia miasta wynosi 12,73 km².
Miasto znajduje się przy międzynarodowej trasie E30 – autostradzie A2 na odcinku Poznań – Warszawa.

## Historia

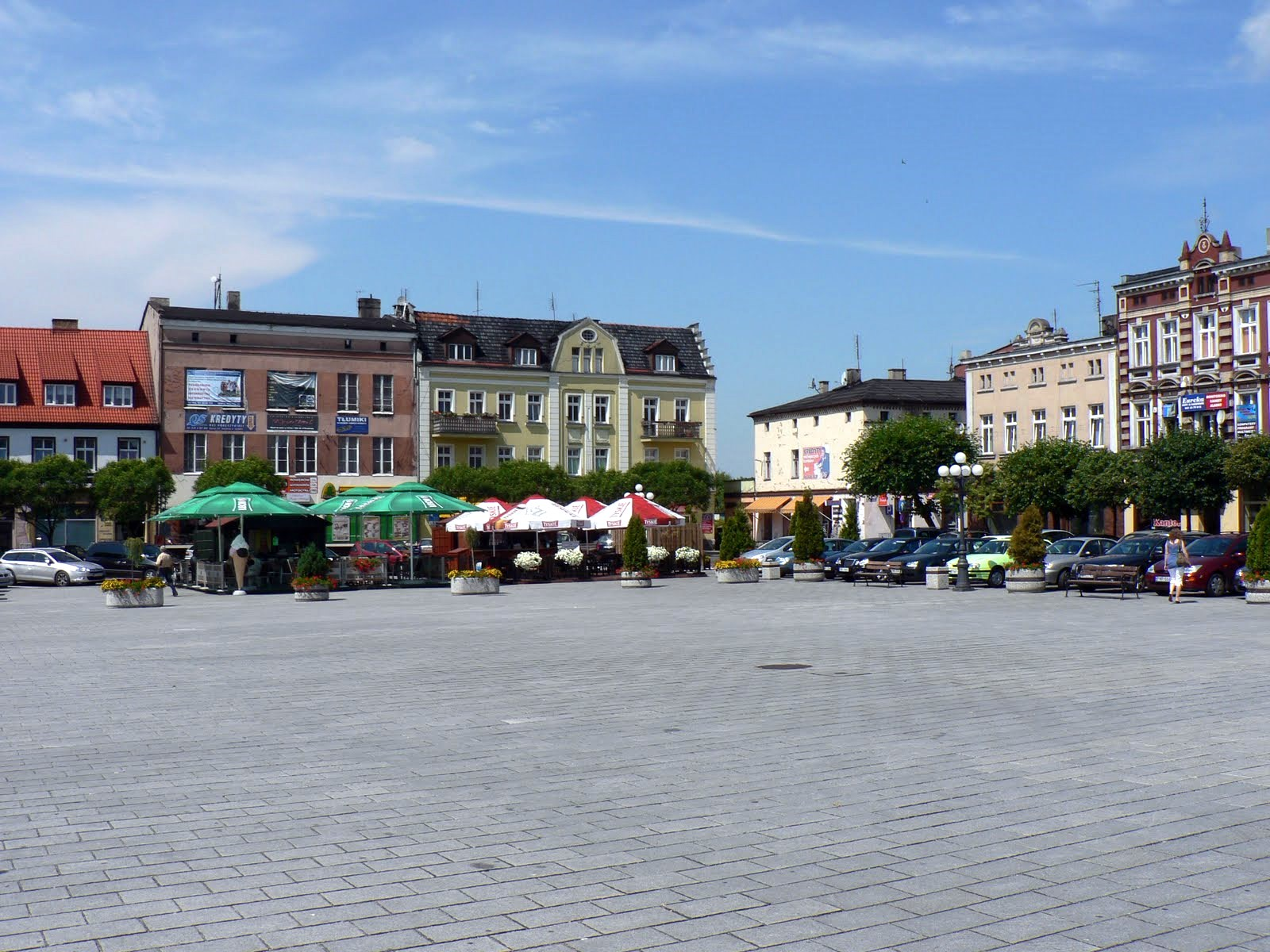
Rynek

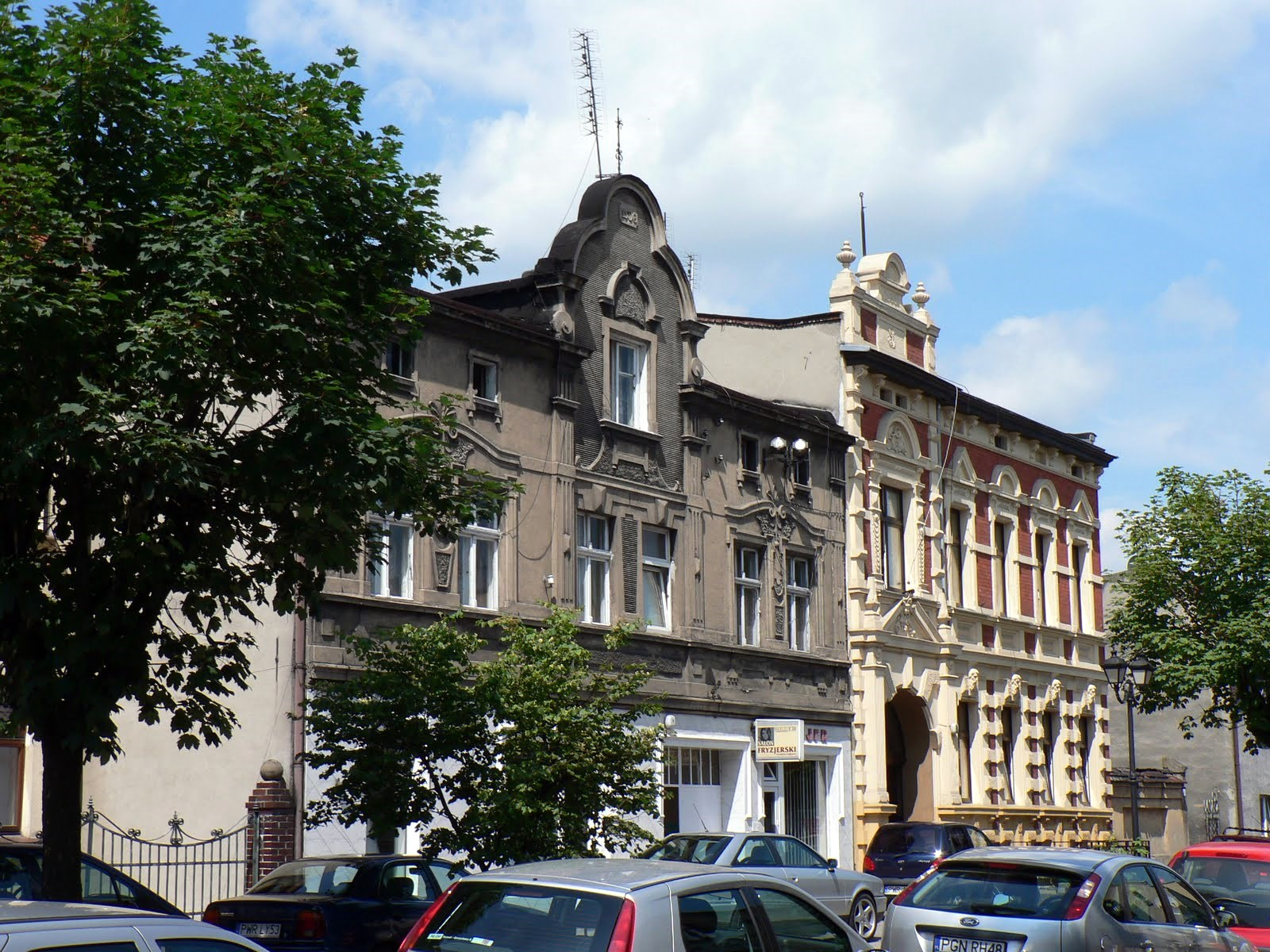
Ulica Kościelna

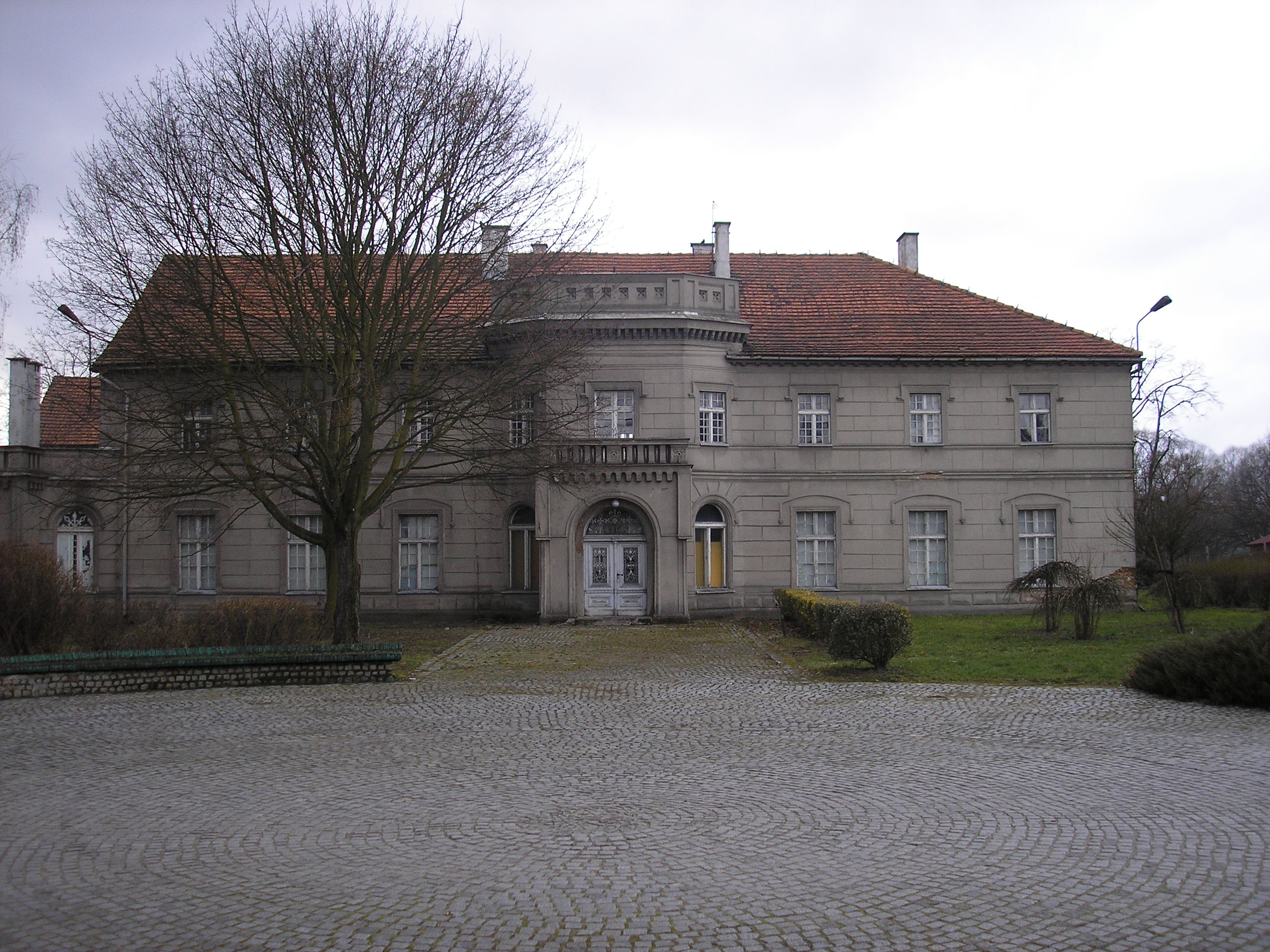
Pałac na Opieszynie

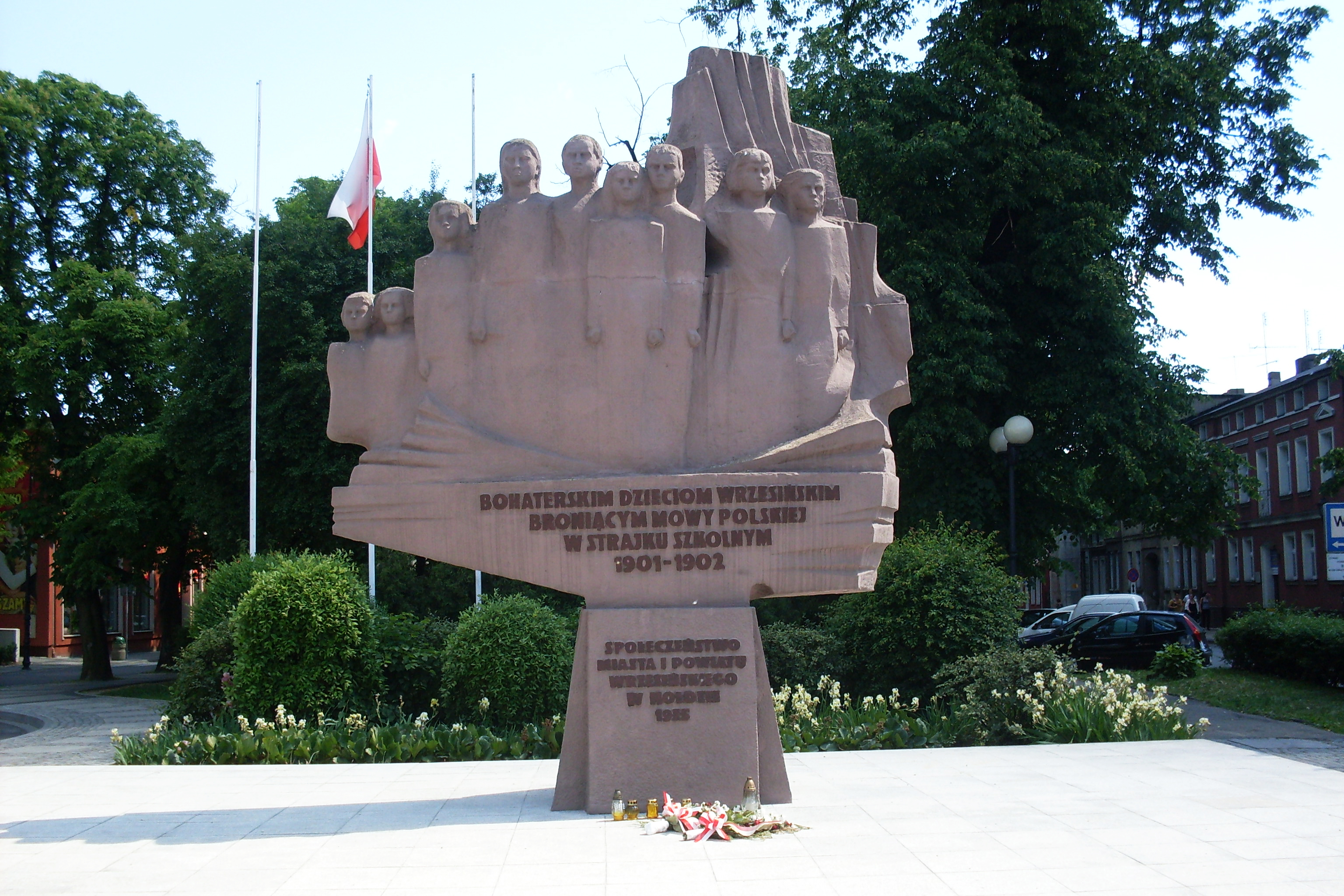
Pomnik Dzieci Wrzesińskich

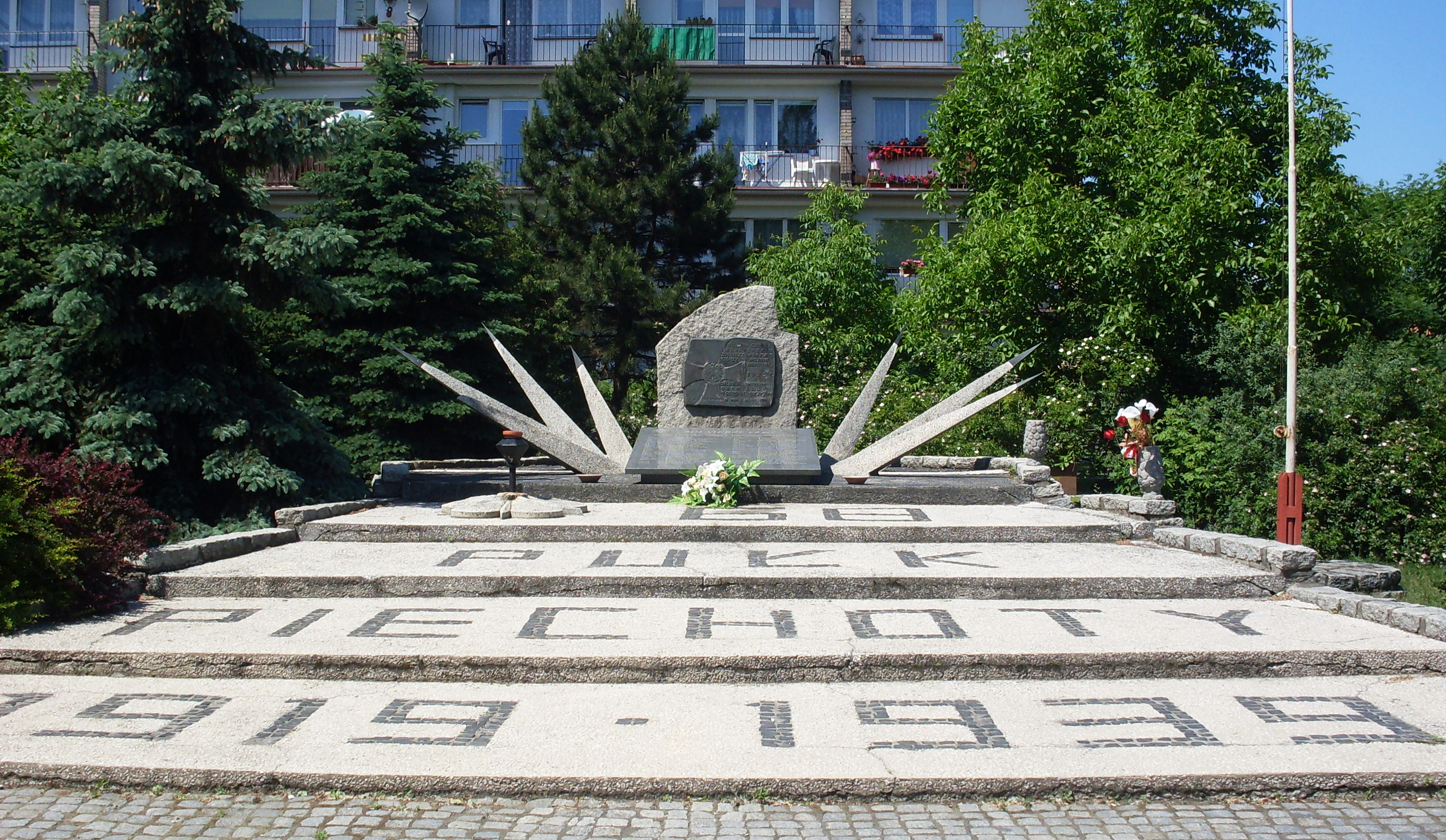
Pomnik 68 Pułku Piechoty

Wykopaliska archeologiczne świadczą o pojawieniu się na tym terenie pierwszych grup ludzkich w środkowej epoce kamiennej – mezolicie (8000–2500 lat p.n.e.). Z epoki tej pochodzi m.in. osada wydmowa z Tarnowej pod Pyzdrami, stąd w archeologii stosuje się określenie „kultura tarnowska”. Ciągłość osadnictwa potwierdzają znaleziska z epoki brązu i żelaza. Nieopodal Wrześni znajduje się Giecz – jeden z najważniejszych w średniowieczu grodów książęcych i siedziba kasztelanii. Za czasów Bolesława Chrobrego, według Galla Anonima gród skupiał 2300 wojowników. Coraz głośniej mówi się też o grodzisku w Grzybowie – wiosce położonej między Wrześnią a Gnieznem. Gród ma imponujące wymiary (4,7 hektara), a jego położenie blisko Gniezna, Giecza i Ostrowa Lednickiego świadczy o tym, iż musiał pełnić ważną rolę w okresie formowania się państwa polskiego. Najstarsze materiały dendrologiczne datuje się na rok 923.
Pierwsza wzmianka o Wrześni pochodzi z 1256. Lokacja miasta nastąpiła w połowie XIV wieku - jako miasto pierwszy raz wzmiankowana w 1357. Od 1314 znajdowała się w województwie kaliskim. Miasto rozwinęło się na planie owalnicy wzdłuż traktu handlowego łączącego Kalisz z Gnieznem, opodal skrzyżowania ze szlakiem Poznań – Łęczyca. Korzystne położenie miasta sprzyjało rozwojowi handlu i rzemiosła.
W czasie wojny trzynastoletniej Września wystawiła w 1458 roku 15 pieszych na odsiecz oblężonej polskiej załogi Zamku w Malborku. W 1580 było tu 60 rzemieślników. Podczas wojny szwedzkiej w 1656 miasto zostało poważnie zniszczone.

### Zabory Polski
W wyniku II rozbioru Polski w 1793 miasto zostało włączone do Królestwa Prus. W wyniku zwycięskiego powstania wielkopolskiego 1806 roku w latach 1807–1815 Września wraz z całą Wielkopolską wchodziła w skład Księstwa Warszawskiego. Podczas Wiosny Ludów mieścił się tutaj obóz powstańców wielkopolskich 1848 roku. W drugiej połowie XIX w. istniało kilka zakładów przemysłowych: fabryka obuwia, fabryka powozów, betoniarnia, mleczarnia, cukrownia. Powstało również w tym okresie połączenie kolejowe Gniezno – Września – Oleśnica oraz Poznań – Września – Strzałkowo.
Międzynarodową uwagę przyciągnął strajk dzieci we Wrześni, który rozpoczął się 20 maja 1901 roku, po tym jak niemiecki nauczyciel wymierzył karę cielesną dzieciom za odmowę odpowiadania w języku niemieckim na lekcji religii. Zastrajkowało wówczas 118 uczniów i uczennic. Ich rodziców władze niemieckie ukarały więzieniem. Za przykładem dzieci wrzesińskich poszli uczniowie w innych szkołach zaboru pruskiego. W 1906 opór dzieci, podtrzymywany przez rodziców, przybrał postać powszechnego strajku. W fazie największego jego nasilenia strajkowało ok. 75 tys. dzieci w ok. 800 szkołach (na łączną liczbę 1100 szkół).
W 1905 w mieście (noszącym wówczas nazwę Wreschen) mieszkało 7007 osób, w tym 65,4% Polaków, 28,9% Niemców i 5,5% Żydów, natomiast w całym ówczesnym powiecie wrzesińskim Polacy stanowili 85,6% (1890). Ponad stuletnie panowanie pruskie zakończył wybuch powstania wielkopolskiego. Po rozbrojeniu garnizonu pruskiego 28 grudnia 1918. Września powróciła pod władzę polską.

### II RP
W 1920 podczas wojny polsko-bolszewickiej, po odezwie Rady Obrony Państwa z dnia 1 lipca 1920, z inicjatywy hr. Stanisława Mycielskiego, mieszkańcy ziemi wrzesińskiej utworzyli Legię Ochotniczą Wrzesińską, która brała czynny udział w walkach w obronie Polski.
W latach międzywojennych Września była miastem handlowo-rzemieślniczym, zamieszkanym przez Polaków, Żydów i Niemców. W związku z tym w mieście istniały wówczas: kościół rzymskokatolicki, kościół ewangelicki i synagoga. W tym okresie na terenie Wrześni działało Towarzystwo Gimnastyczne „Sokół”

### II wojna światowa
1 września 1939 bombowce hitlerowskie zburzyły cukrownię. 5 września Niemcy zbombardowali węzeł kolejowy we Wrześni, strategiczny punkt, gdyż krzyżowały się tu i łączyły linie wschód-zachód (Warszawa-Poznań) oraz północ-południe (Gdynia-Katowice). Miasto zajęli Niemcy i włączyli w obszar Kraju Warty. W latach 1939–1941 z miasta wysiedlono większość Polaków do Generalnego Gubernatorstwa, a w zamian sprowadzono Niemców w ramach akcji kolonizacyjnej Heim ins Reich. 22 stycznia 1945 do miasta wkroczyli żołnierze 1 Gwardyjskiej Armii Pancernej generała Michaiła Katukowa, kończąc tym samym okres niemieckiej okupacji.

### Okres powojenny
Po wojnie nastąpiła intensywna rozbudowa i modernizacja przemysłu, gospodarki komunalnej, zaplecza socjalnego i kulturalnego, szkolnictwa i węzła komunikacyjnego. Powstała m.in. fabryka głośników Tonsil, zakłady zielarskie Herbapol, zakłady automatyki Mera-Zapmont oraz produkujące silniki elektryczne zakłady Mikroma. Powstały osiedla o zabudowie blokowej oraz willowej. Utworzono Jezioro Wrzesińskie – zalew na rzece Wrześnicy (26 ha, 3 km dł.), a przy nim niewielki ośrodek wypoczynkowy. W latach 1975–1998 miasto administracyjnie należało do woj. poznańskiego.
W 2014 roku w Białężycach pod Wrześnią rozpoczęła się budowa fabryki samochodów koncernu Volkswagena. Pierwsze samochody zjechały z linii produkcyjnej pod koniec 2016.

## Demografia
Według stanu na dzień 31 grudnia 2014 w mieście zamieszkiwało 28692 osób, w tym 15018 kobiet i 13674 mężczyzn.

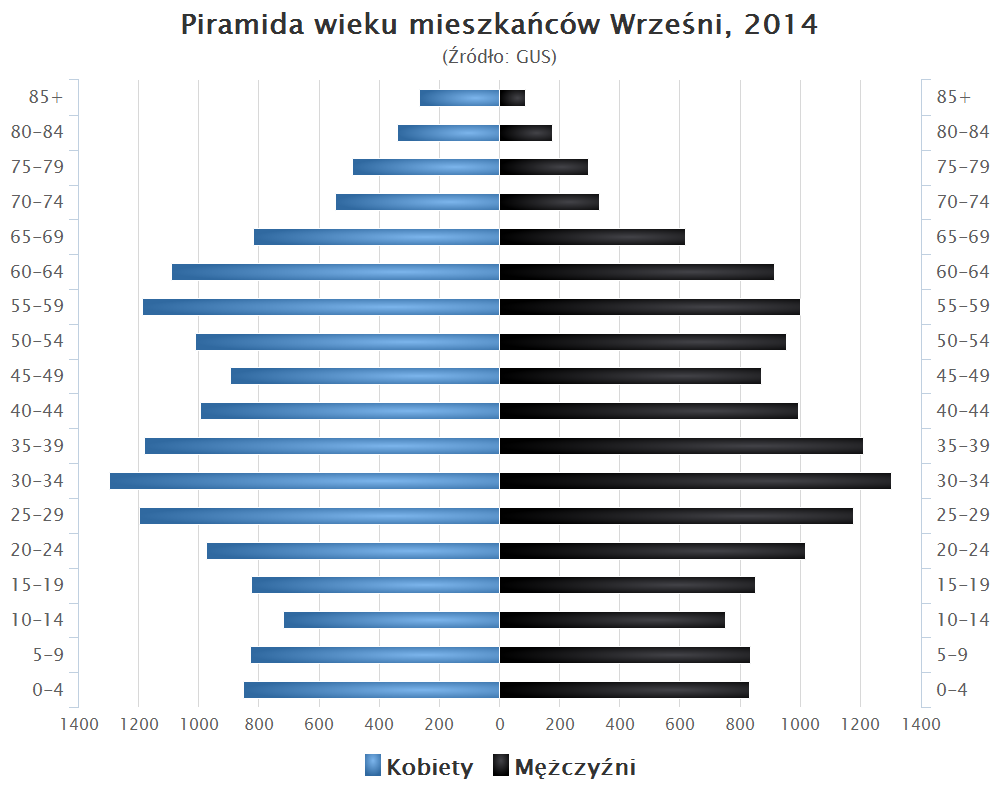
Piramida wieku mieszkańców Wrześni w 2014 roku

## Zabytki

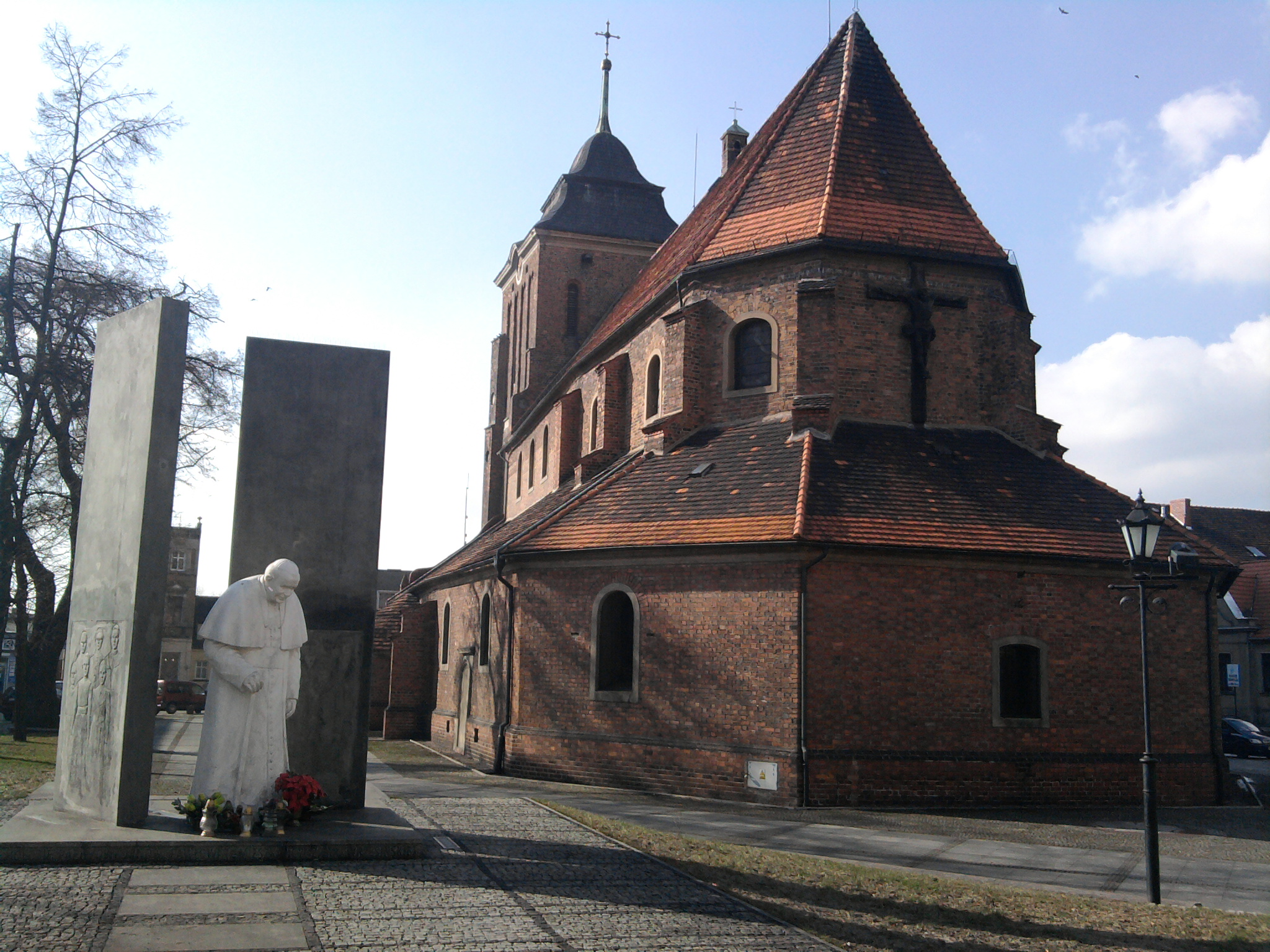
Kościół Wniebowzięcia Najświętszej Maryi Panny i św. Stanisława Biskupa Męczennika (farny)

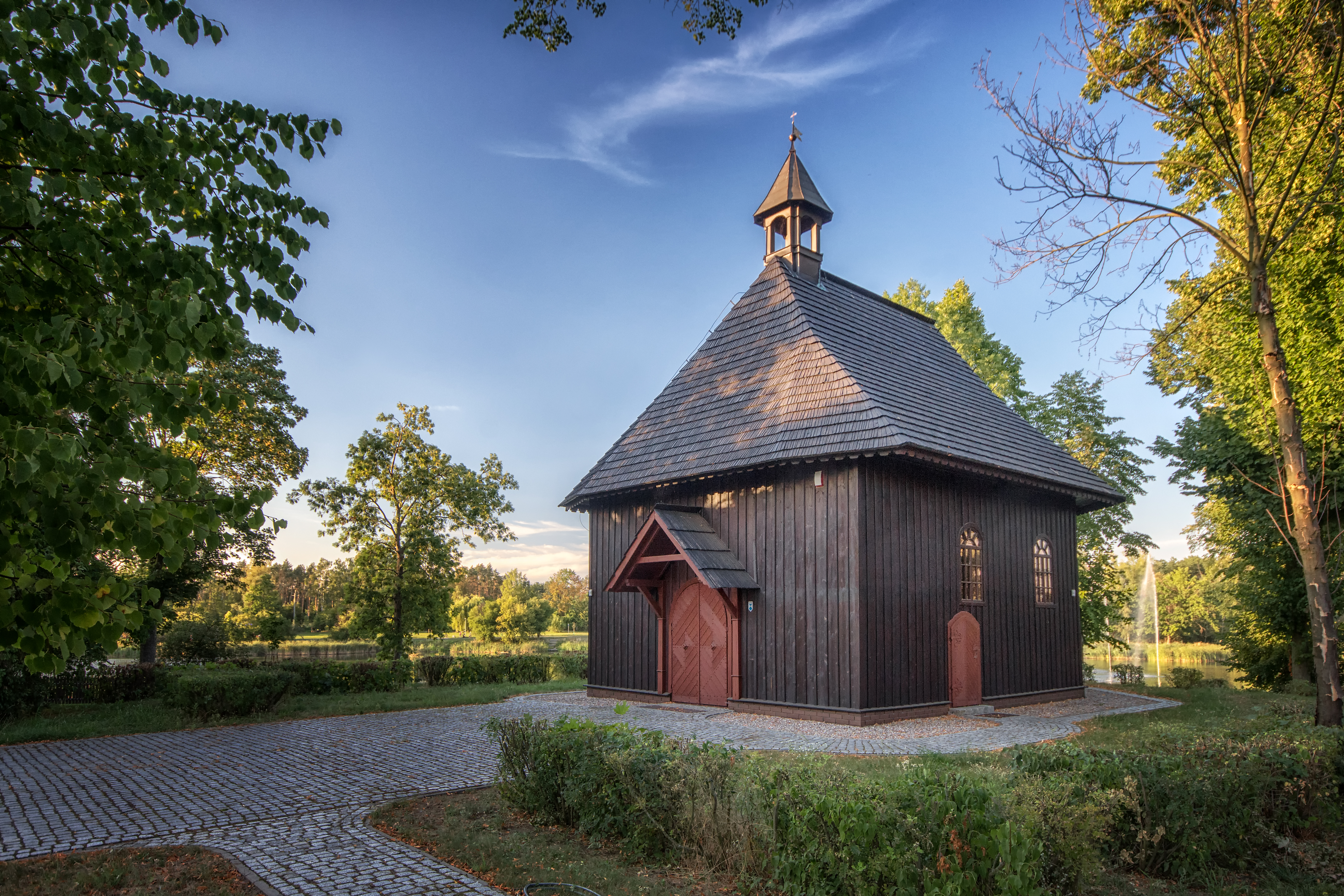
Drewniany Kościół Świętego Krzyża z 1664 r.

Na terenie miasta znajduje się 14 obiektów zabytkowych:
- historyczny układ urbanistyczny z XIV–XIX w. (nr rej.: 295/Wlkp/A z 19.04.2006)
- kościół Wniebowzięcia Najświętszej Maryi Panny i św. Stanisława Biskupa Męczennika (farny) z połowy XV w., przebudowywany w 1792 i 1881-87, ul. Kościelna 7 (nr rej.: 2466/A z 14.03.1933)
- kościół Świętego Ducha (neogotycki poewangelicki) z 1894, ul. Kościuszki 27 (nr rej.: 2293/A z 8.12.1993)
- kościół Świętego Krzyża (drewniany) z 1664, ul. Świętokrzyska 18 (nr rej.: 721/Wlkp/A z 6.05.1970 i z 2.12.2008)
- cmentarz farny, ul. Gnieźnieńska (nr rej.: 721/Wlkp/A z 6.05.1970 i z 2.12.2008)
- zespół pałacowy, ul. Opieszyn:
  - pałac z 1870 (nr rej.: 966/A z 5.03.1970)
  - park, obecnie miejski z XVIII–XIX w. (nr rej.: 2118/A z 10.04.1987)
- ratusz z 1909-1910, ul. Ratuszowa 1 (nr rej.: 191/Wlkp/A z 28.06.2004)
- willa starosty z 1913-15, ul.Chopina 9 (nr rej.: 385/Wlkp/A z 25.07.2006)
- szkoła z połowy XIX w. (budynek Muzeum Regionalnego im. Dzieci Wrzesińskich), ul. Dzieci Wrzesińskich 2 (nr rej.: 1596/A z 10.09.1974)
- wozownia w zespole koszar z 1910, ul. Kościuszki (nr rej.: 2586/A z 26.03.1996)
- kamienica z oficynami z 1905, ul. Warszawska 5 (nr rej.: 2569/A z 28.12.1995)
- dom z 1 poł. XIX w., ul. Warszawska 10 (nr rej.: 967/A z 5.03.1970)
- dom z XIX w., ul. Warszawska 15 (nr rej.: 2173/A z 20.02.1989)
- Wyższa Szkoła Miejska z 1911 (obecnie Liceum Ogólnokształcące im. Henryka Sienkiewicza), ul. Witkowska 1 (nr rej.: 798/Wlkp/A z 25.05.2010)

## Pomniki przyrody
- Dąb szypułkowy „Stefan” przy ul. 3 Maja
- Głaz narzutowy z granitu w Parku im. Marszałka Józefa Piłsudskiego
- Platan wschodni w Parku Miejskim im. Dzieci Wrzesińskich

## Transport

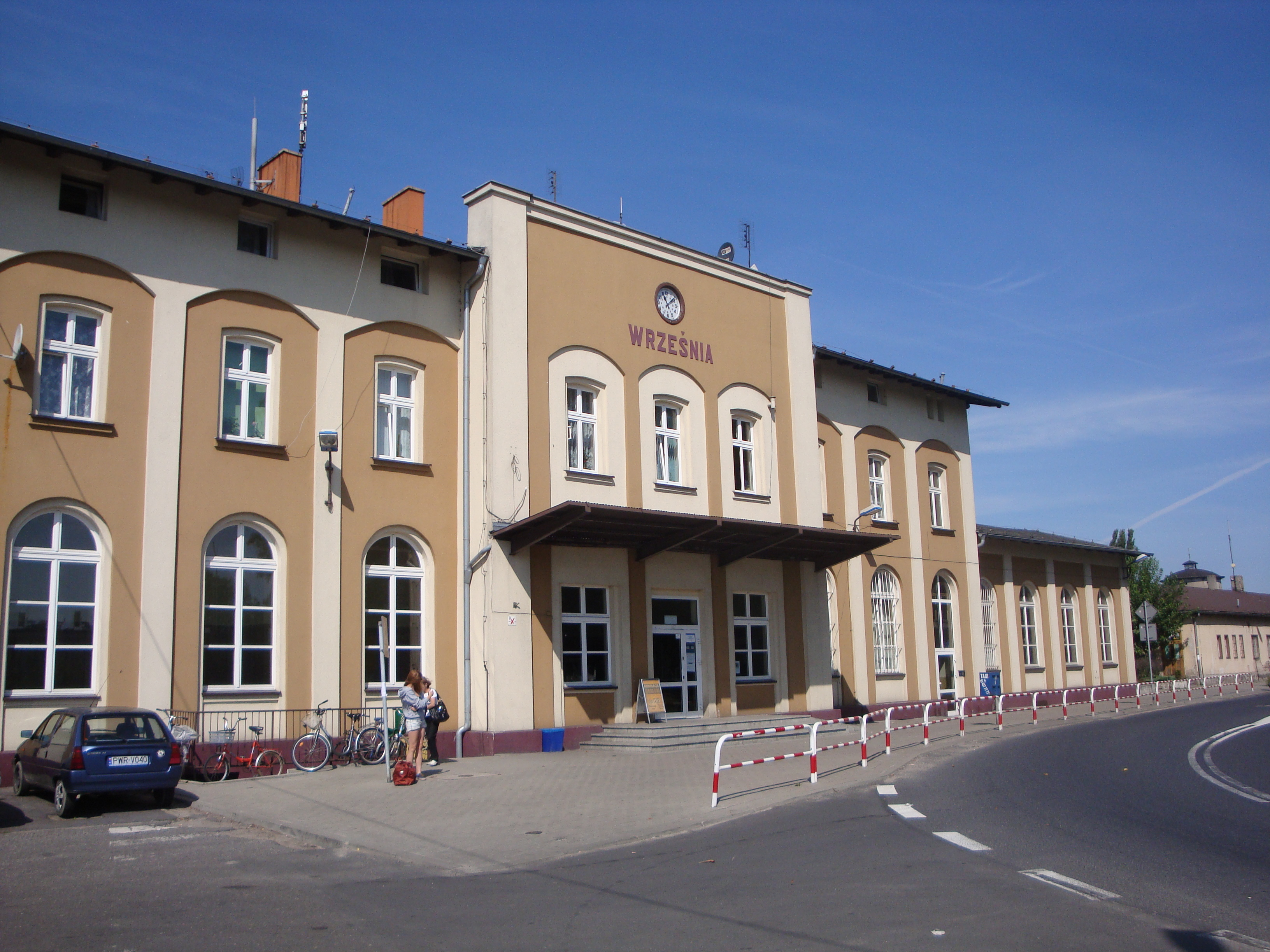
Dworzec kolejowy we Wrześni

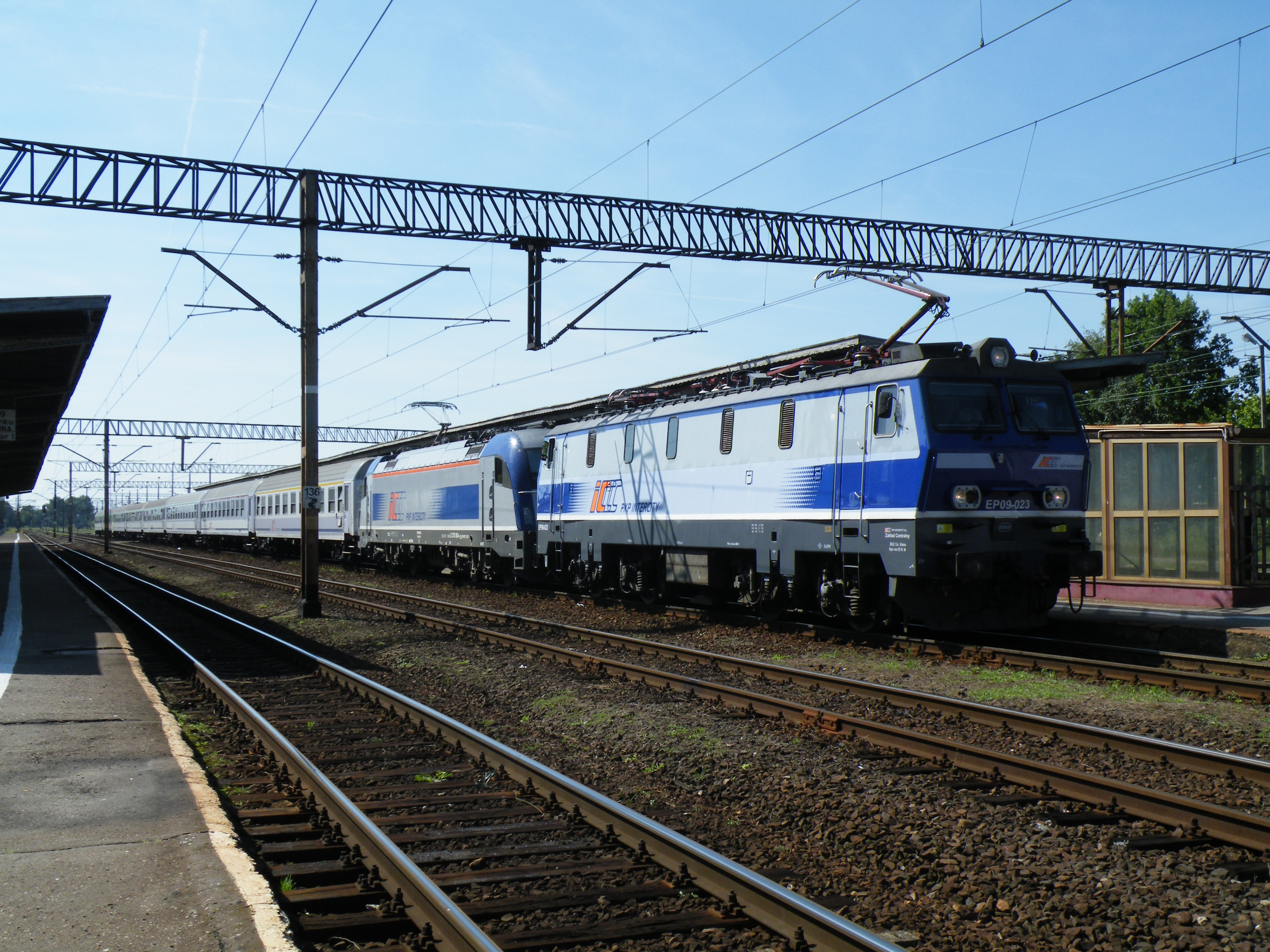
EP09 i EU44 z TLK – widok od strony peronów

Września usytuowana jest przy autostradzie A2, która łączy Berlin z Warszawą. Przez miasto przebiegają drogi krajowe:
- nr 15: Trzebnica – Krotoszyn – Września – Gniezno – Toruń – Ostróda (obwodnica)
- nr 92: Nowy Tomyśl – Poznań – Września – Słupca – Konin – Łowicz (obwodnica)

oraz drogi wojewódzkie:
- nr 432: Września – Środa Wielkopolska – Śrem – Leszno
- nr 442: Września – Pyzdry – Gizałki – Kalisz

Przez miasto przebiega również linia kolejowa nr 281: Oleśnica – Chojnice, a w odległości ok. 1,5 km na północ od stacji przebiega linia kolejowa nr 3 Warszawa Zachodnia – Poznań Główny – Kunowice. Połączenie z tą linią zapewnia łącznica kolejowa nr 807 i 808.
Komunikację autobusową w mieście i powiecie zapewniał lokalny oddział PKS Gniezno. Można spotkać tu także autobusy PKS Poznań, PKS Łódź, PKS Turek, PKS Włocławek, PKS Konin i inne.
Września posiada bezpośrednie połączenia autobusowe z Poznaniem, Gnieznem, Krakowem, Łodzią, Koninem, Turkiem, Włocławkiem, Szczecinem, Kielcami, Kaliszem i inne. Najważniejsze kierunki lokalne to Słupca, Miłosław, Pyzdry, Orzechowo, Witkowo, Czerniejewo i Środa Wielkopolska. Autobusy lokalne nie kursują w niedziele i święta.
W październiku 2017 roku w mieście ponownie uruchomiono komunikację miejską, realizowaną w postaci bezpłatnej linii obsługiwanej przez autobus elektryczny.
Dawniej ruch tranzytowy wschód – zachód, w ciągu drogi państwowej nr 17 i drogi międzynarodowej E8 przebiegał przez centrum miasta. Sytuacja zmieniła się dopiero w I połowie lat 80., wraz z budową obwodnicy, której bezpośrednim przedłużeniem stał się odcinek Autostrady A2 z Wrześni do Sługocina.
W marcu 2021 roku oddano do użytku wschodnią obwodnicę miasta, na którą został przeniesiony przebieg drogi krajowej nr 15.

## Edukacja
- Wydział Medyczno-Społeczno-Techniczny we Wrześni, filia Uniwersytetu Kaliskiego im. Prezydenta Stanisława Wojciechowskiego, utworzony w 2016 jako zamiejscowy Wydział Inżynierii Przemysłu we Wrześni
- Wielkopolskie Samorządowe Centrum Kształcenia Zawodowego i Ustawicznego
- Liceum Ogólnokształcące im. Henryka Sienkiewicza we Wrześni
- Zespół Szkół Politechnicznych im. Bohaterów Monte Cassino
- Zespół Szkół Technicznych i Ogólnokształcących im. gen. dr. Romana Abrahama
- Zespół Szkół Zawodowych nr 2 im. Powstańców Wielkopolskich
- Zespół Szkół Specjalnych im. Janusza Korczaka
- Samorządowa Szkoła Podstawowa nr 1 im. 68 Wrzesińskiego Pułku Piechoty
- Samorządowa Szkoła Podstawowa nr 2 im. Dzieci Wrzesińskich
- Samorządowa Szkoła Podstawowa nr 3 im. Mikołaja Kopernika
- Samorządowa Szkoła Podstawowa nr 6 im. Jana Pawła II
- Przedszkole Niepubliczne „Słoneczko”
- Przedszkole Niepubliczne „Mali Przyrodnicy”
- Przedszkole Niepubliczne „Miś Uszatek”
- Przedszkole Publiczne nr 6 „Pszczółka Maja”
- Niepubliczna Szkoła Muzyczna I i II st. „Collegium Artes”
- Szkoła Podstawowa „Collegium Artes”
- Niepubliczna Szkoła Muzyczna I stopnia Effect we Wrześni[18]

## Kultura
- Wrzesiński Ośrodek Kultury

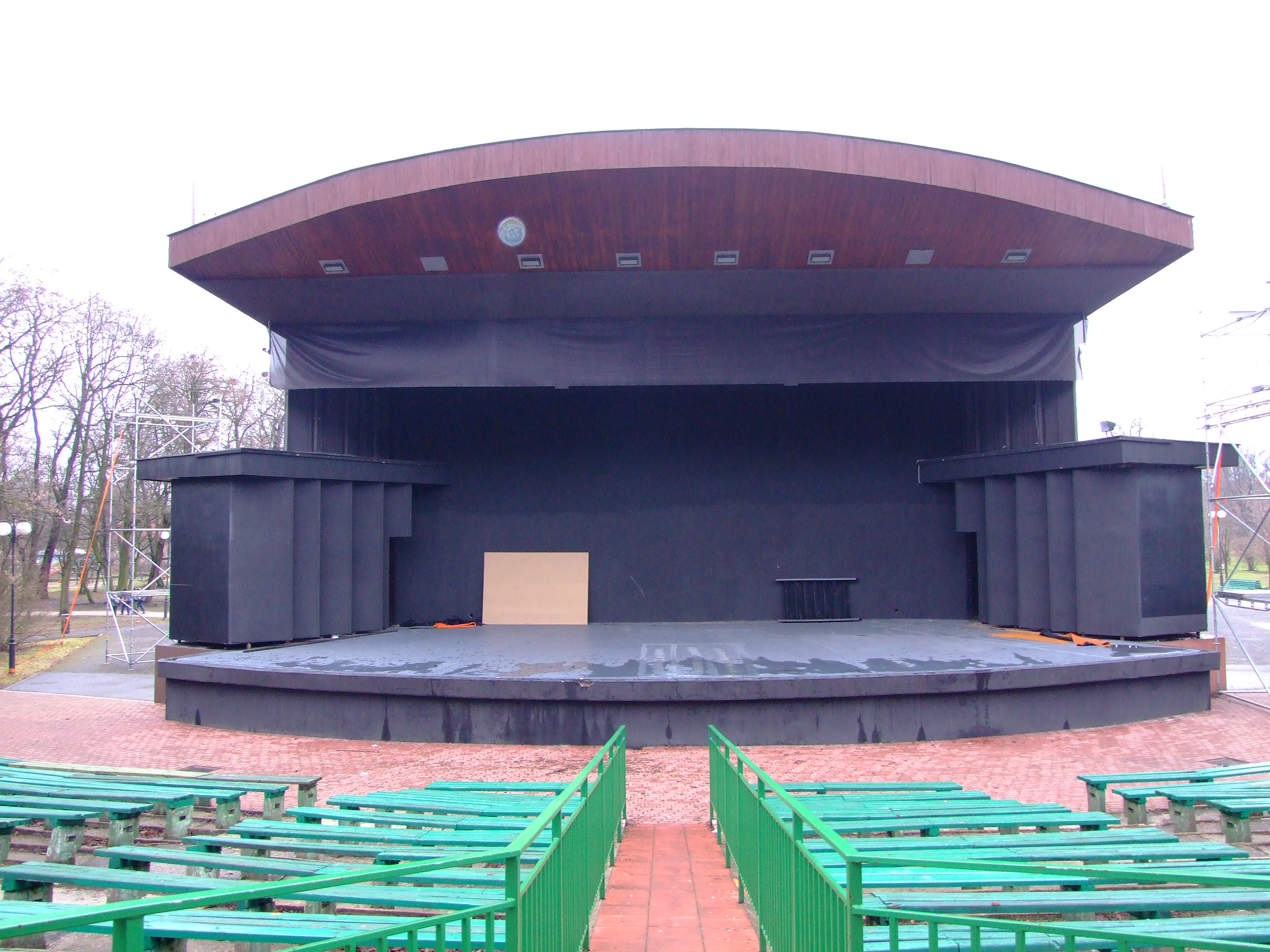
Amfiteatr Anny Jantar

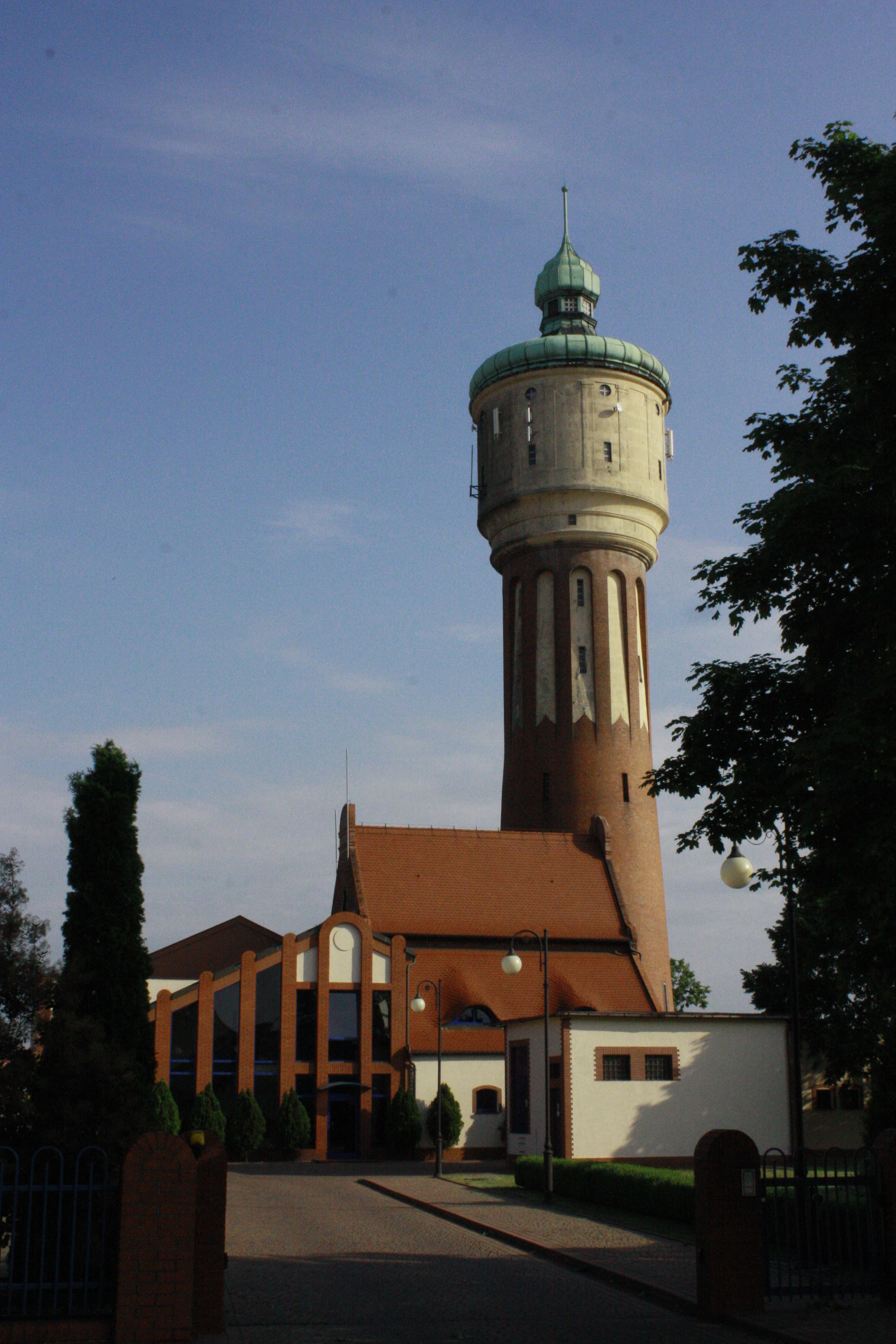
Widok wieży ciśnień i zbudowań PWiK od strony Szosy WItkowskiej

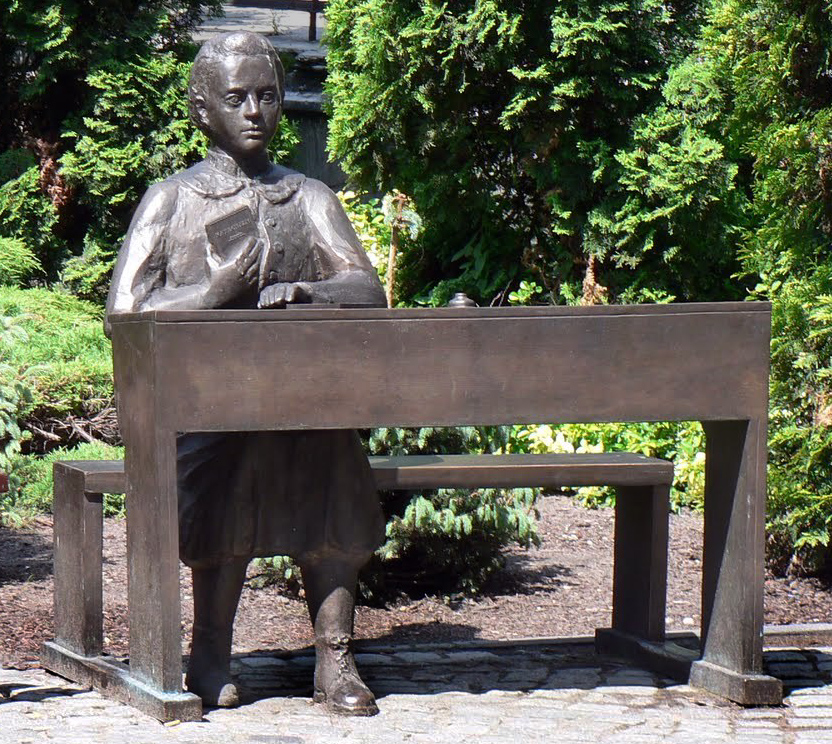
Pomnik – ławeczka Bronisławy Śmidowiczówny

- Muzeum Regionalne im. Dzieci Wrzesińskich
- Ogólnopolski Festiwal Sztuki Filmowej „Prowincjonalia”
- Amfiteatr im. Anny Jantar we Wrześni
- Festiwal Twórców Polskiej Piosenki we Wrześni
- Ławeczka Bronisławy Śmidowiczówny we Wrześni
- Wrzesińska Orkiestra Dęta
- Zespół „HO” działający w ramach Wrzesińskiego Ośrodka Kultury
- Chór „Camerata”
- Chór LO im. H. Sienkiewicza „Les Choristes”
- Chór kameralny „Pro Musica”
- Chór Żeński „Lutnia”
- Grupa Artystyczna „New Century”
- Klub Twórczości Różnej „Cóś innego”
- Wielkopolska Noc Rocka i Bluesa
- Wrzesińska Grupa Filmowa
- Wrzesińskie Towarzystwo Kulturalne
- Wrzesińskie Studio Piosenki
- Biblioteka Publiczna Miasta i Gminy
- Publiczna Biblioteka Pedagogiczna
- Zespół taneczny „Puls”
- Festiwal orkiestr
- Wrzesińskie Spotkania z Książką i Kulturą
- Szkolny Teatr „Fakt”
- Stowarzyszenie „Twórcza Września”
- Zespół keyboardowo-akordeonowy „Muzykujące Skrzaty”[19]

## Media lokalne
- „Wieści z Ratusza” – dwutygodnik, biuletyn informacyjny Urzędu Miasta i Gminy we Wrześni, ukazujący się na terenie gminy Września. Redakcja mieści się w budynku wrzesińskiego ratusza, przy ulicy Ratuszowej 1. Oprócz wersji papierowej dwutygodnik ukazuje się również online w formacie PDF. Dystrybuowany jest bezpłatnie. Redaktorem naczelnym czasopisma jest Tadeusz Świątkiewicz[20][21]
- „Przegląd Powiatowy” – Biuletyn Informacyjny Starostwa Powiatowego we Wrześni
- „Wiadomości Wrzesińskie” – tygodnik lokalny
- Radio Warta (dawniej Radio Września 93,7 FM) – lokalne radio nadające na częstotliwości 93.7 MhZ
- NowaWrzesnia.pl – lokalny portal informacyjny
- Wrzesnia.info.pl – lokalny portal informacyjny

Tytuły, których wydawanie zakończono:
- „Gazeta Radio Września” – tygodnik lokalny wydawany w latach 2016–2019

## Organizacje społeczne
- Związek Harcerstwa Polskiego – Hufiec ZHP Września „Wrzos”

Początki harcerstwa we Wrześni datowane są na 1917. Tradycyjnie hufiec nosi imię Dzieci Wrzesińskich – upamiętniające strajk dzieci wrzesińskich z 1901. Kilkakrotnie likwidowany, do 2011 w ramach Hufca ZHP Poznań-Rejon. Odbudowany na bazie szczepu, a później związku drużyn „Wrzos”, do czego bezpośrednio przyczyniło się stworzenie 6 Wrzesińskiego Szczepu Harcerskiego ‘Feniks’.
- Stowarzyszenie Projekt Września

Założone w 2015 roku. Zajmuje się głównie tematami dotyczącymi komunikacji, transportu, gospodarki przestrzennej, przyrody i lokalnej historii. Od 2016 pełni funkcję społecznego opiekuna zabytków.

## Wspólnoty wyznaniowe

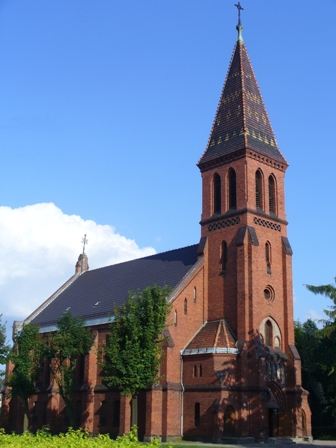
Dawny kościół ewangelicki Świętego Ducha z 1894

Obecnie na terenie Wrześni działalność religijną prowadzą następujące kościoły i związki wyznaniowe:
- Kościół Chrześcijan Baptystów w RP:
  - zbór „Anastasis”[23]
- Kościół Ewangelicko-Augsburski w RP:
  - zbór ewangelicko-augsburski we Wrześni (filiał parafii ewangelickiej w Poznaniu)[24],
- Kościół rzymskokatolicki:
  - Dekanat wrzesiński I[25]:
    - kościół parafii Wniebowzięcia Najświętszej Maryi Panny i św. Stanisława Biskupa Męczennika (farny),
    - kościół parafii Świętego Krzyża,
    - kościół św. Józefa we Wrześni,

  - Dekanat wrzesiński II[26]:
    - kościół parafii św. Kazimierza Królewicza,
    - kościół parafii św. Królowej Jadwigi,
    - kościół parafii Świętego Ducha,
- Świadkowie Jehowy: dwa zbory (w tym grupa angielskojęzyczna i ukraińskojęzyczna), (Sala Królestwa w Bierzglinku)[27].

## Sport i turystyka

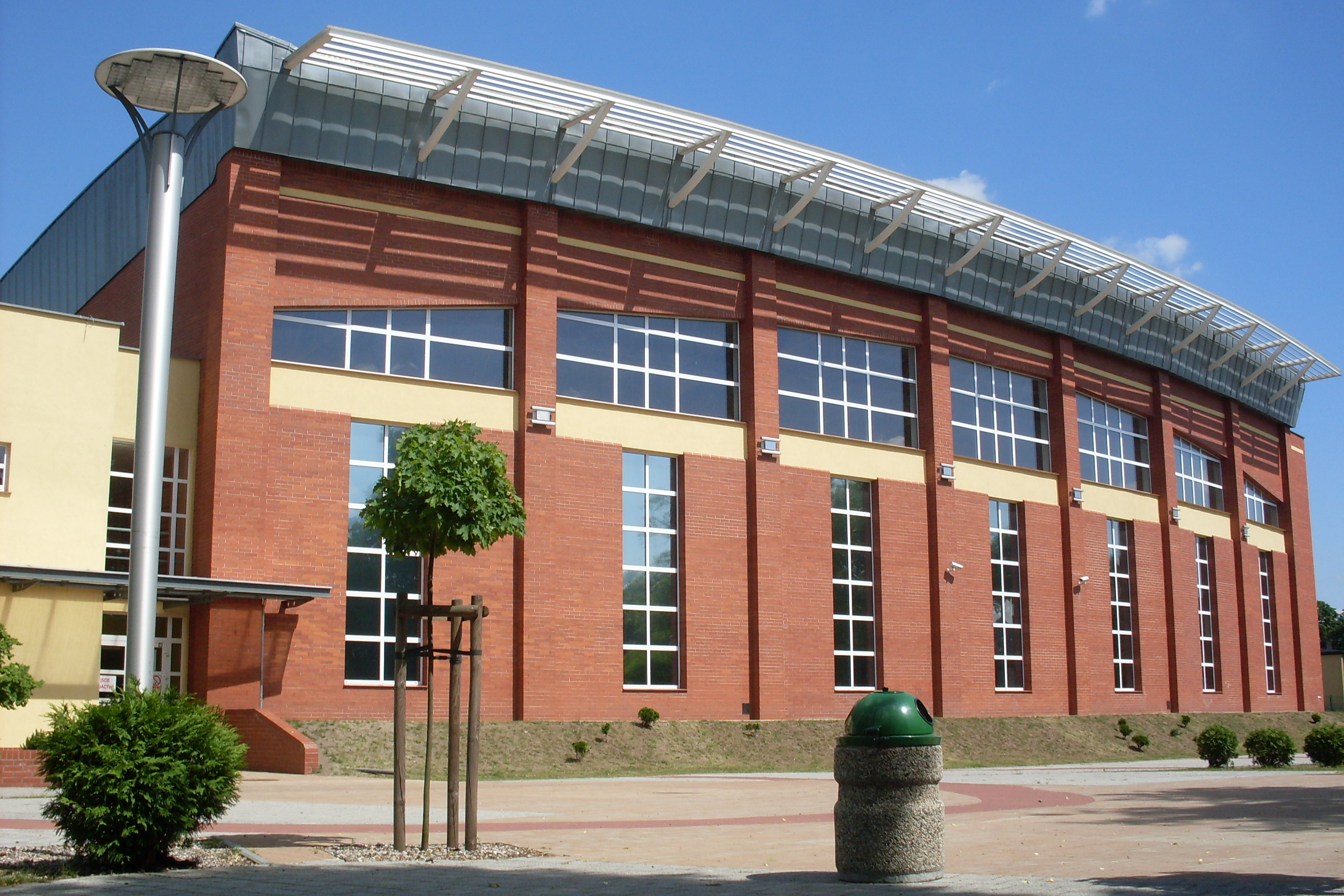
Hala sportowa przy stadionie Victorii Września

- Miejski Klub Sportowy Victoria Września
- Klub Piłki Siatkowej Krispol Września
- Klub Szachowy Wrzos
- Klub Szachowy UKS Żak Września
- Ludowy Uczniowski Klub Sportowy Orkan
- Wrzesiński Klub Karate Do Shotokan
- Wrzesińskie Towarzystwo Piłki Nożnej w Futsalu
- Wrzesiński Klub Tenisa Stołowego
- Wrzesińska Grupa Płetwonurków Aqua
- Oddział PTTK we Wrześni im. Henryka Kamińskiego
- Towarzystwo Krzewienia Kultury Fizycznej Sokół
- Wrzesińskie Towarzystwo Tenisowe
- Wrzesiński Klub Koszykówki
- Klub Sportowy Kosynier
- Ludowy Klub Sportowy Błękitni
- Klub Strzelectwa Myśliwskiego Trap
- Kurkowe Bractwo Strzeleckie
- Stowarzyszenie Born to ride
- Polski Związek Wędkarski koło Września
- Uczniowski Klub Sportowy Hwarang Taekwondo Olimpijskie Września
- Uczniowski Klub Sportowy Tiger Taekwondo
- Uczniowski Klub Sportowy Karate Tradycyjnego Orzeł Września
- Uczniowski Klub Sportowy Żak
- Uczniowski Klub Jeździecki Parkur
- Wrzesińska Brygada Kolarska
- Stadion Miejski
- Basen Miejski „Łazienki”
- Park Wodny Aqualife
- Wrzesińskie Zrzeszenie Miłośników Fantastyki
- Klub Biegacza Kosynier

## Współpraca międzynarodowa
Miasta i gminy partnerskie:
- Garbsen, Niemcy[28]
- Bruz, Francja[29]
- Nottingham, Wielka Brytania[28]